# Dan Munteanu Colán
Dan Munteanu Colán (22 de mayo de 1944, Șoșdea, departamento de Caraș-Severin (Rumanía) es doctor en filología, catedrático emérito de la Universidad de Las Palmas de Gran Canaria, traductor y crítico literario. Antiguo comentarista de política internacional, ha publicado más de 70 libros (de especialidad y traducciones) y unos de 300 artículos de especialidad, capítulos de libro y reseñas. 

## Biografía
Dan Munteanu Colán nació el 22 de mayo de 1944, en el municipio de Șoșdea, departamento de Caraș-Severin, (Rumanía), donde sus padres se habían refugiado durante los bombardeos de los Aliados de 1944.
Sus padres eran descendientes de familias acomodadas: el padre, abogado, doctor en derecho, y la madre, profesora de piano. Dos años después de su nacimiento, sus padres divorciaron, y el hijo se quedó al cuidado de la madre, y, a partir de 1948, también de Victor Maican, con quien la madre se casó en segundas nupcias. Los dos le inculcaron la pasión por la lectura, la música clásica, la pintura, la natación, el patinaje y el bricolaje.
Cursó los estudios secundarios en las ciudades de Craiova y Timișoara y los estudios superiores en Bucarest. Es licenciado en Filología Románica por la Universidad de Bucarest con “Diploma de mérito” (1967) y doctor en Filología Románica por el Instituto de Lingüística de Bucarest [de la Academia Rumana] (1981). Tuvo como profesores a destacadas personalidades de la filología románica y rumana de fama internacional, como Iorgu Iordan, Al. Graur, Maria Manoliu, entre otros.
Durante la carrera universitaria empezó a publicar reseñas y crónicas en revistas culturales de ámbito nacional. También fue asiduo colaborador de la Radiodifusión Rumana durante muchos años en los programas para España e Hispanoamérica. 
En 1967, publicó el primer diccionario rumano-español de Rumanía, elaborado en colaboración con Constantin Parii.
En el período 1967-1971, fue comentarista de política internacional del más importante y prestigioso cotidiano de Rumanía, Scînteia, con una tirada de un millón de ejemplares diarios. En esta calidad realizó un viaje de documentación a Finlandia, en febrero de 1968, y otro a Cuba, como enviado especial, entre febrero y junio de 1970.
Paralelamente, colaboró como corrector de estilo del grupo “Publicaciones para el extranjero”, concretamente la revista Rumanía de hoy. Y con los Estudios Cinematográficos “Al. Sahia” para traducciones y doblajes de documentales.
Fiel a su principio de que lingüística y filología son dos ciencias estrechamente vinculadas y se ayudan mutuamente, empezó a traducir al rumano algunas obras fundamentales de la literatura española e hispanoamericana y a escribir crítica literaria, actividades a las que sigue dedicándose.
En 1971, ganó por concurso público la plaza de investigador científico en el Instituto de Lingüística de la Academia Rumana, donde trabajó hasta 1990 con Marius Sala. Paralelamente, impartió clases de traducción literaria en la Universidad de Bucarest (de 1975 a 1990) y de lengua española en la Escuela de Idiomas del Ministerio de Asuntos Exteriores de Rumanía (de 1985 a 1987).
En 1980, se casó con Anca Brezeanu, licenciada del Conservatorio Superior de Música de Bucarest, especialidad viola. Divorciaron en 1988, y volvió a casarse en 1994, con Eugenia Alexe Munteanu, licenciada en ciencias económicas y traductora. Entre sus traducciones al rumano figuran títulos importantes como: Alberto Vázquez-Figueroa, Los ojos del tuareg, El último tuareg; Antonio Muñoz Molina, Sefarad; Carlos Fuentes, Todas las familias felices; Roberto Bolaño, 2666 (3 tomos).
Desde los últimos cursos universitarios hasta 1990 fue sistemáticamente investigado por la Securitate, y no se le permitió viajar al extranjero por no haber aceptado colaborar con esta institución.
En 1990, el Ministerio de Asuntos Exteriores de España le concedió una beca para hispanistas extranjeros, y trabajó en Madrid con Manuel Alvar desde abril hasta septiembre de 1990, cuando la Universidad de Oviedo le invitó a impartir un curso de lengua y cultura rumanas como profesor visitante (1990-1991). En el período 1991-1998, fue invitado a dar un curso de lingüística románica y otro de lingüística textual como profesor visitante de la Universidad de Las Palmas de Gran Canaria. 
En 1995, las autoridades españolas le concedieron la nacionalidad española por “carta de naturaleza”, con recomendaciones de importantes personalidades de la vida cultural de España, como Antonio Buero Vallejo, Manuel Alvar, Ramón Trujillo Carreño, Jerónimo Saavedra, Antonio Masip Hidalgo, Francisco Rubio Royo y otros. Lo que le permitió presentarse, en 1998, a un concurso-oposición, y ganar la plaza de profesor titular de filología románica. En 2003, se presentó a otro concurso-oposición, y ganó la plaza de catedrático de filología románica.
En la actualidad, es catedrático emérito de filología románica de la Universidad de Las Palmas de Gran Canaria.
Sus dominios de investigación son: lingüística románica, contacto lingüístico, pidgins y criollos, lingüística textual, español de América, paremiología, lexicografía y la traducción literaria. Ha publicado más de 70 libros y unos 300 artículos de especialidad y/o capítulos de libro y reseñas. Traduce de la literatura española, hispanoamericana, brasileña, y francesa y del rumano al español.
Los artículos y capítulos de libro tratan sobre temas de lingüística (fonología románica comparada,   léxico románico comparado, génesis de las lenguas románicas, contacto lingüístico,  español de América,   criollos – papiamento,   chamorro, génesis de los criollos –, lingüística textual) y de crítica literaria (Bernal Díaz del Castillo, Luis de Góngora, José María de Pereda, José Ortega y Gasset, Antonio Buero Vallejo, Jorge Isaacs, Lisandro Otero, Julio Mauricio, Ernesto Sabato, Gabriel García Márquez, Manuel Mújica Láinez, Alejo Carpentier, Luis Borges, Elvio Romero, Mario Vargas Llosa, Emile Gaboriau, Jorge Amado, Bram Stoker, y otros.).
Ha impartido conferencias y presentado comunicaciones en congresos internacionales y nacionales (más de 60) en: Alemania, Austria, Argentina, Bélgica, Brasil, Checoslovaquia, Filipinas, Italia, Marruecos, México, Portugal, Reino Unido, Rumanía, y en varias universidades españolas.
Es miembro del comité editorial del grupo Foxwell & Davies, Italia SRL y los consejos editoriales de las revistas Studii și cercetări lingvistice (Bucarest), Papia (Brasilia), Philologica Canariensia (Las Palmas de Gran Canaria), Cuadernos del Cemyr (La Laguna), miembro de la Societé de Linguistique Romane, Society for Pidgin and Creole Linguistics (SPCL), Unión de Escritores de Rumanía,  Sociedad Española de Lingüística (SEL), Societatea română de lingvistică romanică.
En reconocimiento a su actividad se le concedieron varios premios y distinciones.

## Publicaciones

### Lingüística
- Dicționar de buzunar român-spaniol (en colaboración con Constantin Parii). București: Editura Științifică. 1967 [380 p.]
- El léxico indígena del español americano. Apreciaciones sobre su vitalidad (en colaboración con Marius Sala, Valeria Neagu, Tudora Șandru-Olteanu). București: Editura Academiei Române-Academia Mexicana. 1977 [197 p.]. Premio del  Centenario de la Academia Mexicana.
- Dicționar român-spaniol (en colaboración con Alexandru Calciu, Constantin Duhăneanu). București: Editura Științifică-Enciclopedică. 1979  [1144 p.]
- Gramatica limbii spaniole cu exerciții (en colaboración con Constantin Duhăneanu). București: Editura Didactică și Pedagogică. 1980 [259 p.]
- El español de América. I. Léxico (en colaboración con Marius Sala, Valeria Neagu, Tudora Șandru-Olteanu). 2 tomos. Bogotá: Instituto Caro y Cuervo. 1982 [623 + 497 p.]
- El Papiamento, origen, evolución y estructura. Bochum: Universitätsverlag Dr. N. Brockmeyer. 1991 [224 p.]
- Gramatica limbii spaniole (en colaboración con Constantin Duhăneanu).  București: Editura Niculescu. 1995 [307 p. 2ª ed.: 1998. București: Editura Niculescu]
- El papiamento, lengua criolla hispánica. Madrid: Gredos. 1996 [518 p.]
- Ghid de conversaţie român-spaniol. București: Niculescu. 1998 [320 p. 2ª ed. revisada y ampliada. București: Editura Niculescu. 2011. 368 p.]
- Bibliografía básica y  selectiva de lingüística románica (en colaboración con Rafael Rodríguez Marín). Alcalá de Henares: Universidad de Alcalá-Universidad de Las Palmas de Gran Canaria. 2003 [305 p.]
- Breve historia de la lingüística románica. Madrid: Arco/Libros. 2005 [172 p. 2ª ed. 2013. 172 p.]
- Vrei să știi dacă știi... limba spaniolă? 1850 de exerciții rezolvate & explicații gramaticale (en colaboración con Domnița Dumitrescu). București: Niculescu. 2005 [368 p.]
- La posición del catalán en la Romania según su léxico latino patrimonial. Stuttgart: Ibidem Verlag. 2008 [232 p.]

### Literatura
- Imágenes y ficción. Ocho ideaciones clave  en la cultura occidental (coordinador). Las Palmas de G.C.: Gobierno de Canarias. 2000 [175 p.]
- Imágenes y ficción. Ocho ideaciones clave en la cultura occidental. Segundo ciclo (coordinador). Las Palmas de G.C.: Gobierno de Canarias. 2001 [221 p.]
- Imágenes y ficción. Ocho ideaciones clave en la cultura occidental. Tercer ciclo (coordinador). Las Palmas de G.C.: Gobierno de Canarias. 2003 [203 p.]
- Imágenes y ficción. Ocho ideaciones clave en la cultura occidental. Cuarto ciclo (coordinador). Las Palmas  de G.C.: Gobierno de Canarias. 2003 [201 p.]
- Rumano en el mundo. Poesía de la diáspora rumana después de 1990 - España. Antología bilingüe de poesía rumana (editor, en colaboración con Cristina Lincu) traducción al español de Dan Munteanu Colán y Eugenia Alexe Munteanu. Prólogo de Dan Munteanu Colán. București: Editura Fundației Culturale Ideea Euroepană. 2004 [123 p.]
- George Bacovia. 40 poemas. Selección, traducción al español, prólogo y datos bio-bibliográficos de Dan Munteanu Colán. Santa Cruz de Tenerife: Baile de Sol. Colección DelEste. 2008 [113 p.]
- Ioan Es. Pop. No exit. Selección y traducción de Dan Munteanu Colán. Santa Cruz de Tenerife: Baile de Sol. Colección Poesía. 2010 [147 p. Traducción patrocinada por el Instituto Cultural Rumano (Bucarest)]
- Lecturas subjetivas. Afinidades selectivas. Madrid: La Discreta. 2013 [2014] [523 p.]

### Traducciones literarias

#### del español a rumano
- Ricardo Güiraldes. Povești de moarte și de sînge (Cuentos de muerte y de sangre). Traducción al rumano. București, Editura Univers. 1970 [147 p. edición revisada. Univers, 2013. 126 p. Editada en el marco del Programa “Sur” de Apoyo a las Traducciones del Ministerio de Relaciones Exteriores y Culto de la República Argentina]
- José Ortega y Gasset. Velázquez. Goya (Velázquez, Goya y otros ensayos sobre el arte). Traducción al rumano y notas. București, Editura Meridiane. 1972 [435 p.]
- Leopoldo Alas Clarín. Pasiunea Anei Ozores (La Regenta). Traducción al rumano, prólogo y notas. București, Editura Univers. 2 tomos. 1972 [421 + 471 p. 2ª ed. revisada. București, Editura Univers. 2 tomos. 1985. 421 + 463 p.]
- Álvaro de la Iglesia. Tradiții cubaneze (Tradiciones cubanas). Traducción al rumano, prefacio y notas. București, Editura Univers. 1973 [273 p.]
- Alejo Carpentier. Recursul la metodă  (Recurso del método). Traducción al rumano y notas. București, Editura Univers. 1976 [350 p. 2ª. ed. versión íntegra. Traducción al rumano, prólogo y notas. Bucureşti, Curtea Veche. 2006. 378 p.]
- Alejo Carpentier. Concert baroc (Concierto barroco). Traducción al rumano, prólogo y notas. București, Editura Univers. 1981 [95 p. Premio de traducciones de la literatura universal de la Asociación de Escritores de Bucarest]
- Roberto J. Payró. Hazliile isprăvi ale nepotului lui Juan Moreira (Las divertidas aventuras del nieto de Juan Moreira). Traducción al rumano, prefacio, cuadro cronológico y notas. București, Editura Minerva. 1982 [334 p. edición revisada. București, Univers, 2013. 319 p. Editada en el marco del Programa “Sur” de Apoyo a las Traducciones del Ministerio de Relaciones Exteriores y Culto de la República Argentina]
- Mateo Alemán. Viața și isprăvile vestitului Guzmán de Alfarache (Guzmán de Alfarache). Traducción al rumano, estudio introductorio y notas. București, Editura Univers. 1984 [812 p. Premio Nacional de traducción de la Unión de Escritores de Rumanía; Premio Nacional “Fomento de la Traducción de Autores Españoles” del Ministerio de Cultura de España]
- Alejo Carpentier. Ritualul primăverii  (La consagración de la primavera). Traducción al rumano y notas. București, Editura Univers. 1986 [605 p. 2ª ed. revisada. București, Leda, Grupul editorial Corint. 2005 [624 p.]
- Alejo Carpentier. Recursul la metodă (Recurso del método, Concierto barroco y Problemática de la novela hispanoamericana contemporánea). Traducción al rumano, prefacio, cuadro cronológico y notas. București, Editura Minerva. 2 tomos. 1988 [202 + 216 p.]
- Nemaipomenitele peripeții ale neînfricatului cavaler Amadis de Gaula (Amadís de Gaula). Traducción al rumano y prefacio. București, Editura Univers. 2 tomos. 1988 [563 + 635 p.]
- Manuel Vázquez-Bigi. Două sînt porțile visului (Son dos las puertas del sueño). Traducción al rumano y notas. București, Editura Univers. 1990 [445 p.]
- Luis León Barreto. Spiritism la Telde (Las espiritistas de Telde). Traducción al rumano y notas. București, Editura Nemira. 1996 [191 p.]
- Alberto Vázquez-Figueroa. Tuaregul. Traducción al rumano y notas (en colaboración con Eugenia Alexe Munteanu). București, Editura Polirom. 2005 [322 p.]
- Alejo Carpentier, Pașii pierduți (Los pasos perdidos). Traducción al rumano y notas. București, Curtea Veche. Colección Byblos. 2008 [271 p.]
- Guillermo Cabrera Infante, Trei tigri triști (Tres tristes tigres). Traducción al rumano y notas. București, Curtea Veche Publishing SRL. Colección Byblos. 2010 [502 p. Publicación subvencionada por el Ministerio de Cultura español]
- José Donoso. Obscena pasǎre a nopții (El obsceno pájaro de la noche). Traducción al rumano y notas. București, Leda, Grupul editorial Corint. 2011 [606 p. Publicación subvencionada por el Ministerio de Cultura español]
- Roberto Bolaño. Convorbiri telefonice (Llamadas telefónicas). Traducción al rumano y notas. București, Leda, Grupul editorial Corint. 2011 [223 p.]
- Pablo Neruda. Douǎzeci de poeme de iubire și un cântec de disperare (Veinte poemas de amor y una canción desesperada). Traducción al rumano. București, Vellant. 2011 [85 p. edición bilingüe]
- Roberto Bolaño. Detectivii sălbatici (Los detectives salvajes). Traducción al rumano y notas. București, Leda, Grupul editorial Corint, 2013 [767 p. Publicación subvencionada por el Ministerio de Cultura español]
- Jorge Bergoglio, Abraham Skorka. Despre cer și pământ (Sobre el cielo y la tierra). Edición a cargo de Diego E. Rosemberg. Traducción al rumano, București, Curtea Veche Publishing. 2014 [158 p.]
- Arturo Pérez Reverte. Tangoul vechii gărzi (El tango de la guardia vieja), Traducción al rumano y notas, București, Polirom. 2014 [447 p.]

#### del portugués al rumano
- Jorge Amado. Gabriela (Gabriela, cravo e canela). Traducción al rumano, prefacio y notas.  București, Editura Univers. 1982 [491 p.; edición revisada. București, Univers. 2012. 448 p.]
- Clarice Lispector. Aproape de inima vijelioasă a lumii (Perto do corazão salvagem). Traducción del portugués. București, Univers. 2014 [175 p.]
- Clarice Lispector. Patimile după G.H. (A paixão segundo G.H.).  Traducción del portugués. București, Univers. 2015 [144 p. Publicación subvencionada por el Ministerio de Cultura de Brasil, Fundación Biblioteca Nacional]
- Clarice Lispector. Apa vie. Ora stelei (Água viva. A hora da estrela).  Traducción del portugués. București, Univers. 2016 [143 p.]

#### del rumano al español
- Mircea Zaciu, Ion Agîrbiceanu, 100 años desde su nacimiento. Traducción al español. București, Editura Cartea Românească. 1983 [100 p.]
- Elena Liliana Popescu, Cât deaproape… Lo cerca que estabas…Traducción al español  (en colaboración con Joaquín Garrigós). București, Editura Pelerín. 2007 [91 p. edición bilingüe]
- Ioan Es. Pop. El Ieud sin salida. Traducción y notas. Santa Cruz de Tenerife, Baile de Sol. Colección DelEste. 2010 [114 p. Edición subvencionada por el Instituto Cultural Rumano (Bucarest)]
- Gabriel Andreescu. He odiado a Ceaușescu. (L-am urât pe Ceaușescu). Traducción del rumano. București, Pavesiana. 2015 [376 p.]

### Obras dramáticas traducidas

#### del español al rumano
- Lope de Vega, Dragoste la Madrid (El acero de Madrid), puesta en escena por el Teatro «Al Davilla» de Pitești.
- Joaquín Calvo Sotelo, Musafirul care n-a sunat la ușă (La visita que no tocó el timbre), puesta en escena por el Teatro de Comedia de Bucarest y el Teatro Nacional de Cluj-Napoca; transmitida varias veces por la Televisión Rumana.
- Antonio Buero Vallejo, Judecată în noapte (Jueces en la noche), puesta en escena por el Teatro Bulandra de Bucarest y el Teatro Nacional de Târgu Mureș.
- Julio Mauricio, Portretele (Los retratos), puesta en escena por el Teatro Nacional de Târgu Mureș y transmitida varias veces por Radio Bucarest.

## Premios y distinciones
- 1964. I Premio de Investigación otorgado por los Círculos Científicos Estudiantiles de la Universidad de Bucarest por el estudio: ¿Existen ideas erasmistas en «Lazarillo de Tormes»?.
- 1976. Premio del Centenario de la Academia Mexicana. Lingüística Hispánica por el estudio El léxico indígena del español americano. Apreciaciones sobre su vitalidad (en colaboración).
- 1981. Premio de traducciones de la literatura universal de la Asociación de Escritores de Bucarest, por la traducción al rumano de la novela Concert baroc de Alejo Carpentier.
- 1984. Premio Nacional “Fomento de la Traducción de Autores Españoles”, otorgado por el Ministerio español de Cultura, por la traducción al rumano de la novela Guzmán de Alfarache de Mateo Alemán.
- 1984. Premio de traducciones de la literatura universal de la unión de Escritores de Rumanía, por la traducción al rumano de la novela Viața și isprăvile vestitului Guzmán de Alfarache de Mateo Alemán.
- 2011. Incluido en la enciclopedia Who’s Who in the World, edición 2011 (28ª ed., New Providence, N.J. Marquis Who’s Who Publishers).
- 2012. Incluido por segunda vez consecutivamente en la enciclopedia Who’s Who in the World, edición 2012 (29ª ed., 2012. Berkeley Heights (NJ), Marquis Who’s Who Publications).
- 2012. Incluido en el diccionario biográfico 2000 Outstanding Intellectuals of the 21st Century, 2011  (Cambridge, International Biographical Centre).
- 2019. La Orden Meritul Cultural (Mérito Cultural) en grado de oficial, otorgada por el presidente de Rumanía, señor Klaus Iohannis (decreto presidencial del 29 de noviembre de 2019)